# Книця

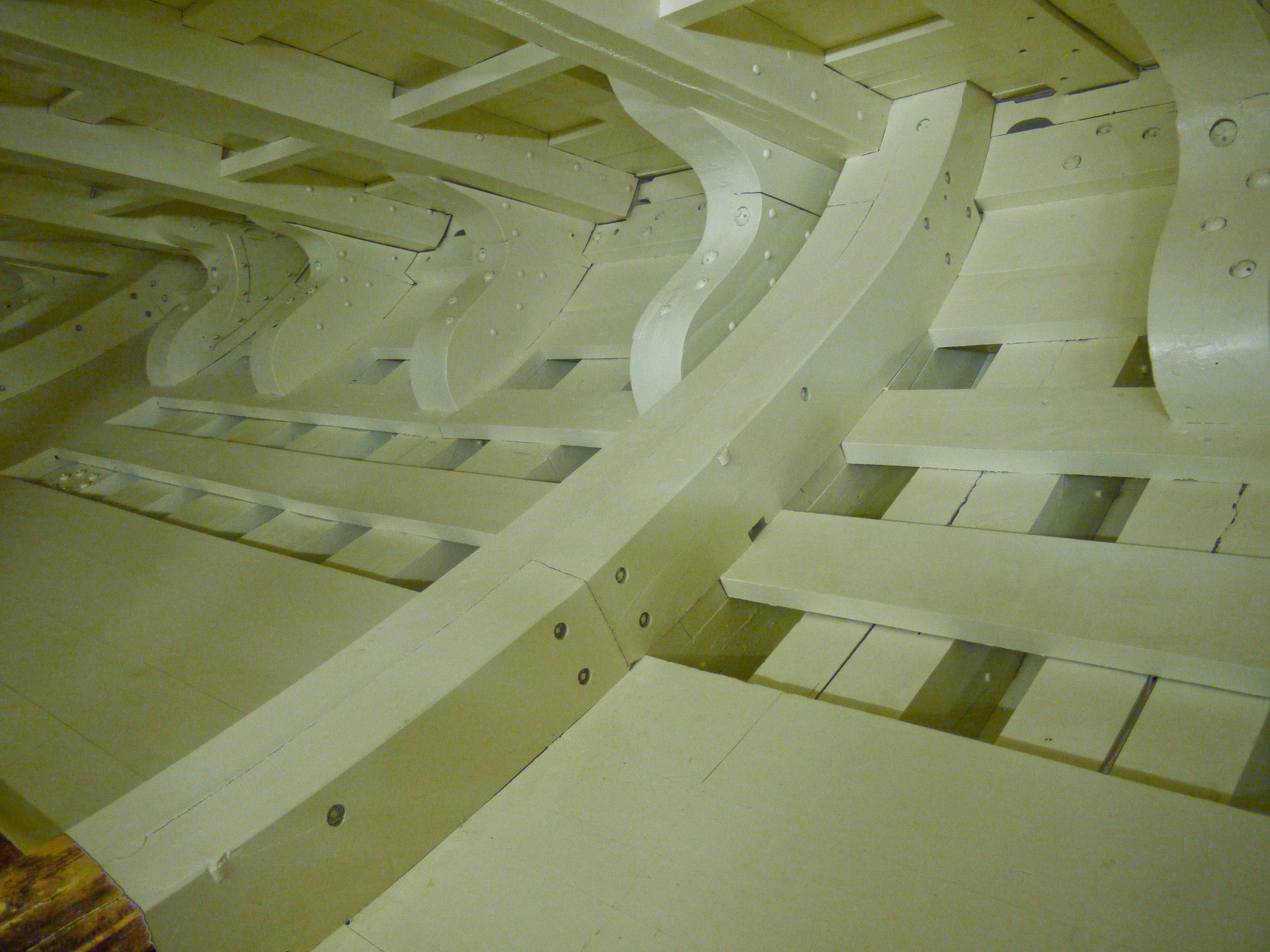
Книці в наборі реконструкції фрегата «Герміона»

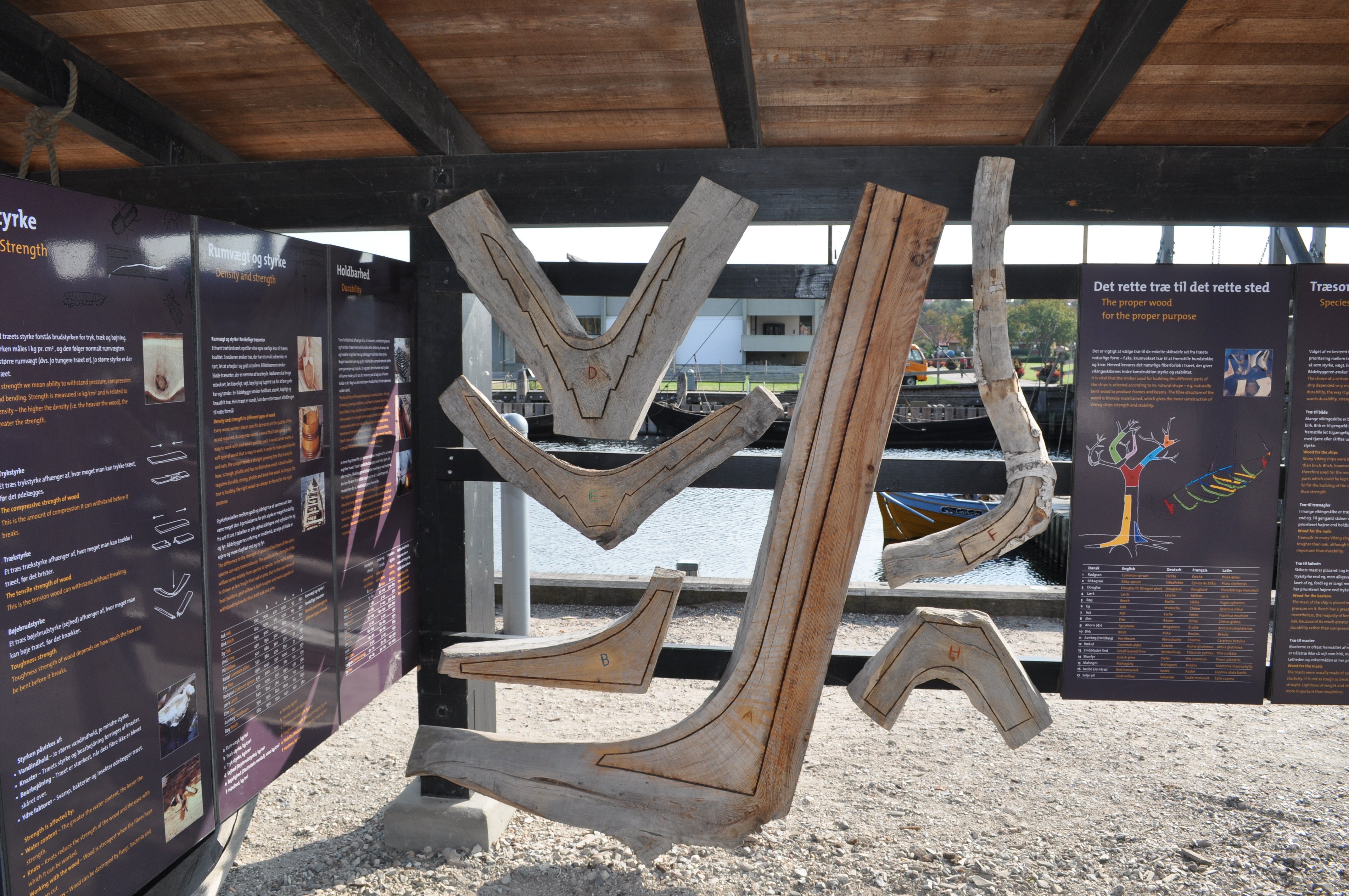
Приклади натуральних частин дерева, що йшли на виготовлення різних форм книць

Кни́ця (від англ. knees — «коліна») — дерев'яна або металева деталь для з'єднання елементів суднового набору.
Залежно від розташування книці можуть мати свої назви: старнсон (старн-книця, ахтеркниця) з'єднує ахтерштевень з кілем, стемсон — форштевень з кілем, бімсові книці — топтимберси шпангоутів з бімсами, брештук з'єднує привальні бруси шлюпок або стрингери протилежних бортів корабля на носі, сапортус підтримував кат-балку, чиксові книці — марс.

## Види

### Дерев'яні книці
Дерев'яна книця має вигляд вигнутого під кутом бруска. Залежно від способу виготовлення книці поділяють на:
- Гнуті — виготовляються з прямих заготовок після попереднього оброблення гарячою водою чи парою[4]
- Клеєні — виготовляються з кількох склеєних шарів дерев'яних пластин.
- Природні — виготовляються з вигнутих стовбурів, відгалужень, кокор тощо.

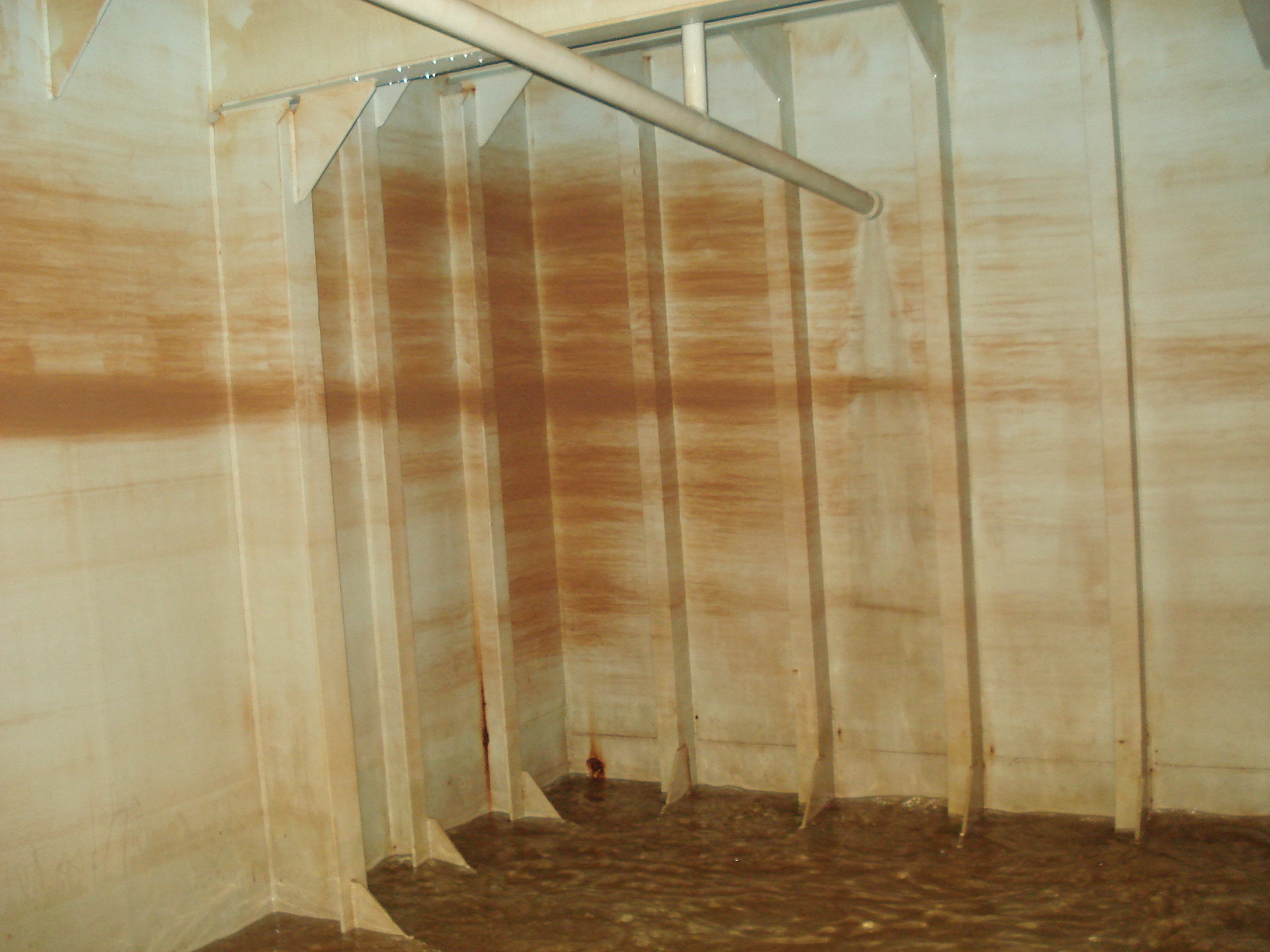
Металеві книці в конструкції танка прісної води в трюмі судна

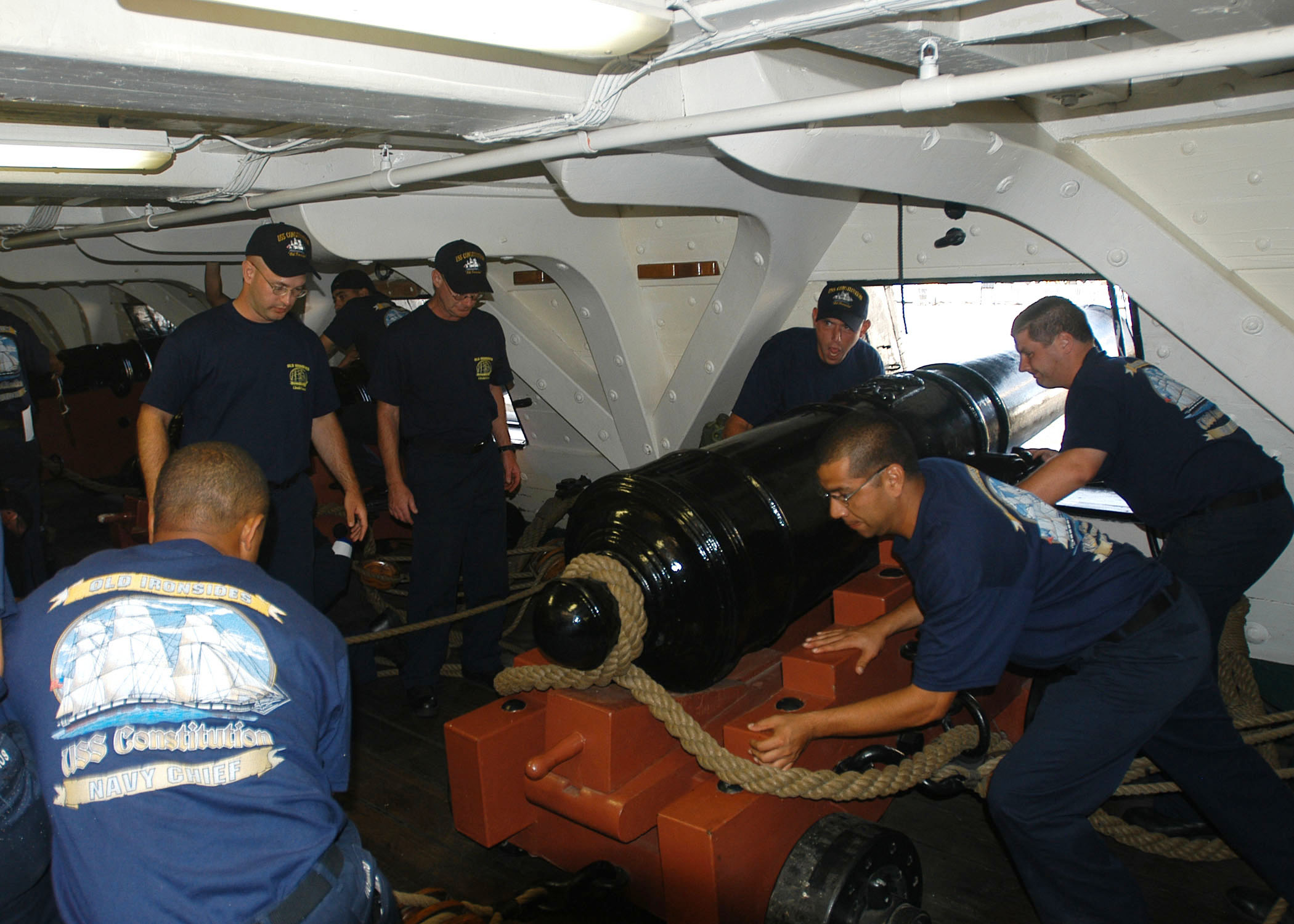
Висування гармати на бойову позицію на борту USS Constitution, 2005 р. Видно кинджальні книці над портами.

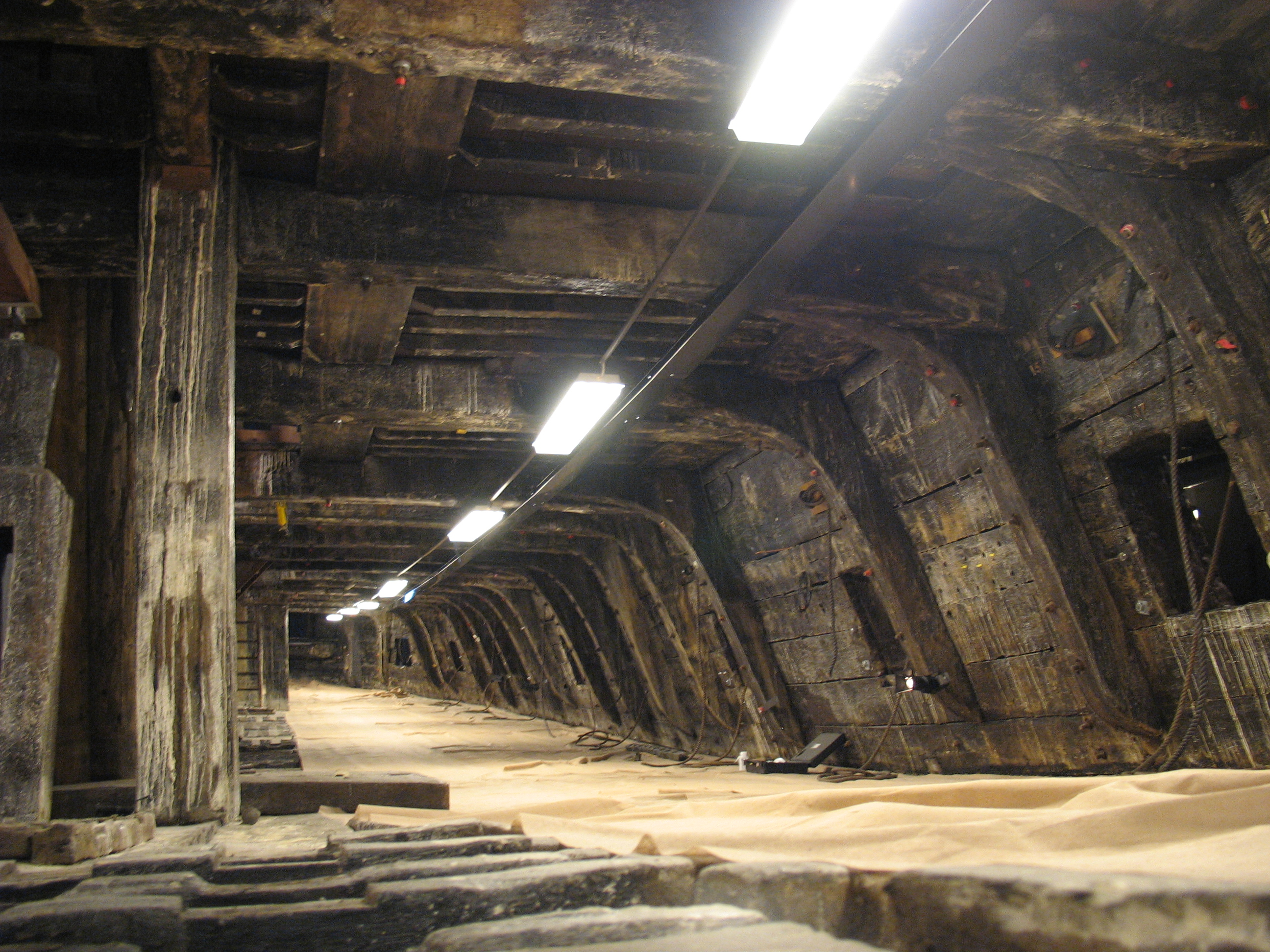
На гарматній палубі галеона «Ваза», 1628. Видно книці, що підтримують бімси верхньої палуби.

Залежно від орієнтації в просторі розрізняють:
- Висячі книці — коротша гілка спрямована донизу.
- Стоячі книці — коротша гілка спрямована догори.
- Лежачі книці — коротша гілка спрямована убік.
- Кинджальні книці (dagger knees) — книці, встановлені злегка діагонально, з метою обійти якусь перешкоду (наприклад, гарматні порти)[7].

Кріпляться дерев'яні книці розклиненими нагелями чи болтами.

### Металеві книці
Металева книця — косинець або зігнута Г-подібно штаба з листової сталі, що з'єднує елементи металевого або дерев'яного набору. Кріпляться такі книці зварюванням або заклепковим з'єднанням, металеві книці дерев'яного набору — болтами. Трикутні книці, що з'єднують на штевнях праві і ліві гілки стрингерів (кільсонів), називають брештуками. На шлюпках у книць банок є дерев'яні вкладки (чаки), що встановлюються між їх вертикальною частиною і шпангоутом.